# Athetis melanosema
Athetis melanosema är en fjärilsart som beskrevs av George Francis Hampson 1914. Athetis melanosema ingår i släktet Athetis och familjen nattflyn. Inga underarter finns listade i Catalogue of Life.